# BMW M5 (E34)
La BMW M5 E34 est une automobile sportive produite par le constructeur allemand BMW. Elle est une continuation de la BMW Série 5. Produite de 1988 à 1995, cette seconde génération de M5 se place dans la continuité de sa devancière. Sa distribution en Amérique du Nord dure de 1990 à 1993.

## Historique
Elle fut produite au BMW M Gmbh à Garching en Allemagne et comme le précédent modèle M5, elle est entièrement faite main. Elle utilise le châssis de la BMW 535i produite à l'usine BMW de Dingolfing. L'assemblage se faisait par un employé de chez Motorsport ou par une équipe de chez Motorsport et prenait généralement deux semaines. Une rumeur affirmait que les testeurs pouvaient déterminer quelle équipe de fabricants avait créé la voiture, ceci est dû au fait que le fait-main entraîne une manière spécifique pour chaque équipe de fabriquer la voiture. Elle en reprend notamment l'architecture moteur « traditionnelle » de la marque, le six cylindres en ligne. D'une cylindrée de 3,6 litres, il développe désormais 315 chevaux. Une évolution à 3,8 litres pour 340 chevaux sera introduite par la suite. Dans cette évolution, la M5 sera aussi disponible en version Touring, appellation habituelle de BMW pour les modèles break. Confirmant le succès de la E28, la E34 assure la pérennité de la lignée des M5, désormais partie intégrante de la gamme des BMW Série 5.
Au début de la production, la E34 M5 utilisait une évolution du 6 cylindres 24 soupapes de la E28 et de la E24 M635CSi/M6. Le moteur se nommait S38B36 avec un alésage de 93,4 mm et une course de 86 mm pour une capacité totale de 3 535 cm3.
Dans la deuxième moitié de l'année 1991, la cylindrée du moteur a été augmentée de 3,5 litres à 3,8 litres pour le moteur S38B38, à l'exception du marché américain et sud-africain continuait avec le moteur 3,5 litres à cause de l'émission trop élevée de particules. La puissance est portée à 250 kW (340 ch, 335 bhp).
- Break Touring

En 1992, une version Touring (break) apparut, avec une conduite à gauche, dont 891 furent construites. Cette version E34 M5 Touring était le break le plus rapide au monde quand elle fut introduite[réf. nécessaire]. Elle fut la première version break de la division M. Son moteur de 3,8 litres à 6 cylindres en ligne est à ce jour la plus grande cylindrée des 6 cylindres de l'ère moderne de chez BMW. Aucun de ces breaks ne sera importé sur le marché Nord-Américain. Plusieurs furent importés depuis 1995 et cette version fait l'objet d'un culte chez les fanatiques de BMW Touring. C'est seulement avec l'avènement de l'Audi RS2 que la BMW M5 Touring sera concurrencée.
La BMW Série 5 E34, était une grande routière de référence, conçue pour de longs trajets. Elle disposait pour l'époque, des dernières innovations technologiques telles que sièges chauffants à réglage électronique, airbag, climatisation bi-zone, ABS, ESP, phares adaptatif...

## Production
- berline CEE (3,6 litres, LHD[1]): 5 877 produites à partir de 9/88-4/92
- berline CEE (3,6 litres, RHD[2]): 524 produites à partir de 11/89-11/91
- berline US (3,6 litres, LHD): 1 678 produites à partir de 12/89-4/93 (dont 183 versions canadiennes)
- berline SA (3,6 litres, RHD): 265 produites (assemblées (Afrique du Sud) à partir de kits CKD) à partir de 9/90-3/93

TOTAL (3,6 litres) : 8 079 exemplaires
- berline CEE (3,8- litre, LHD): 2 676 produites de 12/91-7/95 (404 ex BVM6)
- berline CEE (3,8 litres, RHD): 343 produites à partir de 12/91-6/95 (139 ex BVM6)
- Touring CEE (3,8 litres, LHD): 891 produites à partir de 3/92-8/95 (209 ex BVM6)

TOTAL (3,8 litres) : 3 910 exemplaires

## Caractéristiques techniques
| 3.6 315                     | 3.8 340                        |                                |
| Moteur                      | 6 cylindres en ligne           | 6 cylindres en ligne           |
| Alimentation                | Atmosphérique                  | Atmosphérique                  |
| Cylindrée                   | 3 535 cm3                      | 3 795 cm3                      |
| Puissance maxi              | 315 ch (232 kW) à 6 900 tr/min | 340 ch (250 kW) à 6 900 tr/min |
| Couple maxi                 | 360 N m                        | 400 N m                        |
| Régime max                  | 7 200 tr/min                   | 7 250 tr/min                   |
| Norme environnementale      | Aucune                         | Aucune                         |
| Transmission                | Propulsion                     | Propulsion                     |
| Boite de vitesses           | BVM5 \| BVM6                   | BVM5 \| BVM6                   |
| Vitesse maxi                | 252 km/h                       | 252 km/h                       |
| 0-100 km/h                  | 6,3 s                          | 6,1 s                          |
| Consommations (en L/100 km) | 9,9                            | 12                             |
| Émissions de CO2 (en g/km)  | Inconnue                       | Inconnue                       |
| Capacité du réservoir       | 90 L                           | 90 L                           |
| Masse à vide (kg Eu)        | 1 730 kg                       | 1 650 kg                       |

## Séries limitées
- Cecotto (22 exemplaires)
- Winkelhock (51 exemplaires)
- Individual Daytona (19 exemplaires)
- Naghi Motors Arabie saoudite (15 exemplaires)
- "20 Jahre" édition (20 exemplaires)
- Limited Edition Royaume-Uni (50 exemplaires)
- Touring Edition "Elekta"[7] Italie (20 exemplaires)[8],[7]